# Cementerio de los Veteranos de Clark
El cementerio de los Veteranos de Clark se encuentra en la zona del puerto libre de Clark, en el país asiático de las Filipinas. El cementerio es el lugar de sepultura de miles de veteranos, principalmente estadounidenses y scouts filipinos que sirvieron en el ejército de Estados Unidos, y que murieron en conflictos que no incluyan la Segunda Guerra Mundial o en bases militares en las Filipinas.
Los orígenes del cementerio de los Veteranos de Clark se remontan a 1900 después de la conclusión de la guerra hispano-estadounidense. Como resultado de la guerra, los Estados Unidos tomaron las Filipinas de España y establecieron una serie de puestos del Ejército de Estados Unidos en todas las islas. Estas incluyen una base militar grande en Manila llamada fuerte William McKinley y una aún más grande base de Caballería de EE. UU. 50 millas al norte de Manila llamada fuerte Stotsenburg (ahora Clark).